# Heteropogon flavobarbatus
Heteropogon flavobarbatus är en tvåvingeart som beskrevs av Becker 1907. Heteropogon flavobarbatus ingår i släktet Heteropogon och familjen rovflugor. Inga underarter finns listade i Catalogue of Life.